# Obdulio Jacinto Varela

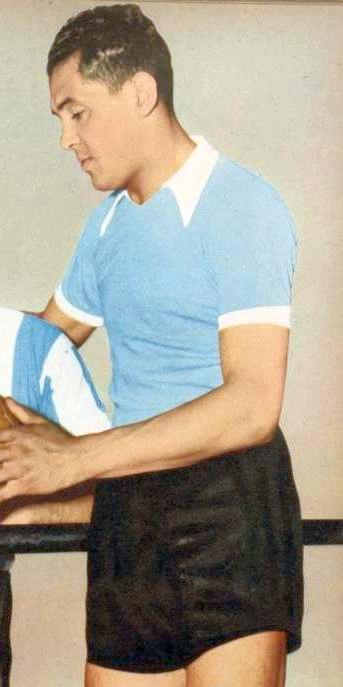
Obdulio Varela (1943)

Obdulio Jacinto Muiños Varela (* 20. September 1917 in Montevideo; † 2. August 1996 ebenda) war ein uruguayischer Fußballspieler. Er war Kapitän der Nationalmannschaft, die 1950 in Brasilien Weltmeister wurde.

## Karriere

### Verein
Obdulio Varela, der entgegen der Gewohnheit im spanischsprachigen Raum unter dem mütterlichen Namensbestandteil seines Nachnamens bekannt ist, wurde im montevideanischen Barrio La Teja geboren. Er entstammt einer Familie mit zehn Brüdern. Seine Eltern lebten getrennt. Nachdem er bereits als 8-Jähriger zur Aufbesserung der finanziellen Situation einer Arbeit nachging, begann er im Alter von 13 Jahren sein Geld mit der Autopflege im Hotel del Prado zu verdienen, anschließend verkaufte er Zeitungen in Paso Molino. Nachdem er im dortigen Viertel Fußball zunächst in kleineren Teams wie Fortaleza, Dublin und Pascual Somma spielte, schloss er sich 1937 dem zu jener Zeit in der Divisional de intermedia der Asociación Uruguaya de Fútbol spielenden Verein Club Deportivo Juventud an. In der Folge wechselte er zu den Montevideo Wanderers, wo er seine Profi-Karriere begann und für die er insgesamt fünf Spielzeiten lang auflief. 1938 gab er dort sein Debüt. Varela absolvierte 139 Spiele für den Verein, in denen er 13 Tore erzielte. Anschließend schloss er sich Peñarol an. Den Aurinegros gehörte er von 1943 bis 1955 an und wurde mit dem Klub sechs Mal Uruguayischer Meister. Zehn Jahre später stieß sein zuvor für den Liverpool FC spielender Neffe Luis Varela ebenfalls zu Peñarol.

### Nationalmannschaft
Varela hatte auch afrikanische Vorfahren und wurde wegen seiner dunklen Haut und seiner Führungsrolle auf dem Platz El Negro Jefe (Der schwarze Chef) genannt. Er zeichnete sich dadurch aus, dass er eine hohe Laufbereitschaft zeigte und sowohl im defensiven als auch offensiven Bereich überragend war. Bereits mit 22 wurde er Nationalspieler und spielte 1939 erstmals für die Celeste. Bei den Südamerikameisterschaften 1939, 1941, 1942, 1945 und 1946 gehörte er jeweils dem uruguayischen Aufgebot an. 1942 gewann er mit der Mannschaft den Titel. 1940, 1946 und 1948 führte er die Nationalmannschaft von Uruguay bereits erfolgreich in den Baron de Rio Branco Pokal. Karrierehöhepunkt war die Weltmeisterschaft 1950, als Uruguay die brasilianische Mannschaft im Maracanastadion in Rio de Janeiro mit 2:1 besiegte. Varela war der Kapitän dieses Teams und führte es zum Sieg. Im entscheidenden letzten Spiel der Finalgruppe von vier Teams (in der jeder gegen jeden anzutreten hatte) benötigte Brasilien im Spiel gegen Uruguay lediglich ein Unentschieden, um Weltmeister zu werden, und lag Anfang der zweiten Halbzeit 1:0 vorne. Doch Uruguay gewann die Oberhand und traf zweimal vor einem Publikum von 200.000 Zuschauern.
Dieser Sieg, auch bekannt als „Maracanaço“, wurde als Wunder betrachtet, begründete einen Mythos und machte Varela in den Augen der fußballbegeisterten Bevölkerung von Uruguay unsterblich. Im Alter von 37 Jahren reiste er mit der Nationalmannschaft in die Schweiz, um den Titel bei der Weltmeisterschaft von 1954 zu verteidigen. Damals war er der älteste Spieler, der je an einer Weltmeisterschaft teilgenommen hatte. Schottland und die Tschechoslowakei wurden in der Vorrunde ohne Probleme geschlagen, bevor Uruguay England mit einem 4:2 im Viertelfinale schlug. Varela zog sich in diesem Spiel eine Verletzung am Bein zu. Damals gab es keine Auswechselspieler, daher musste er die vollen 90 Minuten stark bandagiert zu Ende spielen.
Varela und zwei andere wichtige Spieler wurden nicht rechtzeitig für das Halbfinale gegen Ungarn gesund, und Uruguay verlor nach Verlängerung mit 2:4. Varela beendete seine Weltmeisterschaftskarriere ungeschlagen nach sieben Spielen. Insgesamt absolvierte Varela von seinem Debüt am 29. Januar 1939 bis zu seinem letzten Einsatz am 26. Juni 1954 45 Länderspiele, in denen er neun Tore erzielte.

### Erfolge
- Uruguay:
  - Südamerikameister 1942
  - Weltmeister 1950
  - Vierter der Weltmeisterschaft 1954

- Peñarol:
  - Uruguayischer Meister: 1944, 1945, 1949, 1951, 1953 und 1954

### Auszeichnungen
1994 wurde Varela mit dem FIFA-Verdienstorden ausgezeichnet.

### Sonstiges
Vor der entscheidenden Partie gegen Brasilien bei der WM 1950 soll Varela im Hotel auf eine Zeitungsausgabe uriniert haben, in der das brasilianische Team bereits als „Die Weltmeister“ bezeichnet worden war.